# Calafia brevicornis
Calafia brevicornis là một loài chân đều trong họ Stenetriidae. Loài này được Carvacho miêu tả khoa học năm 1983.